# Emmerin
Emmerin is een gemeente in het Franse Noorderdepartement (Frans: département du Nord) in de regio Hauts-de-France. De plaats maakt deel uit van het arrondissement Rijsel. Emmerin telde op 1 januari 2022 3.026 inwoners.

## Geografie
De oppervlakte van Emmerin bedroeg op 1 januari 2022 4,91 vierkante kilometer; de bevolkingsdichtheid was toen 616,3 inwoners per km².

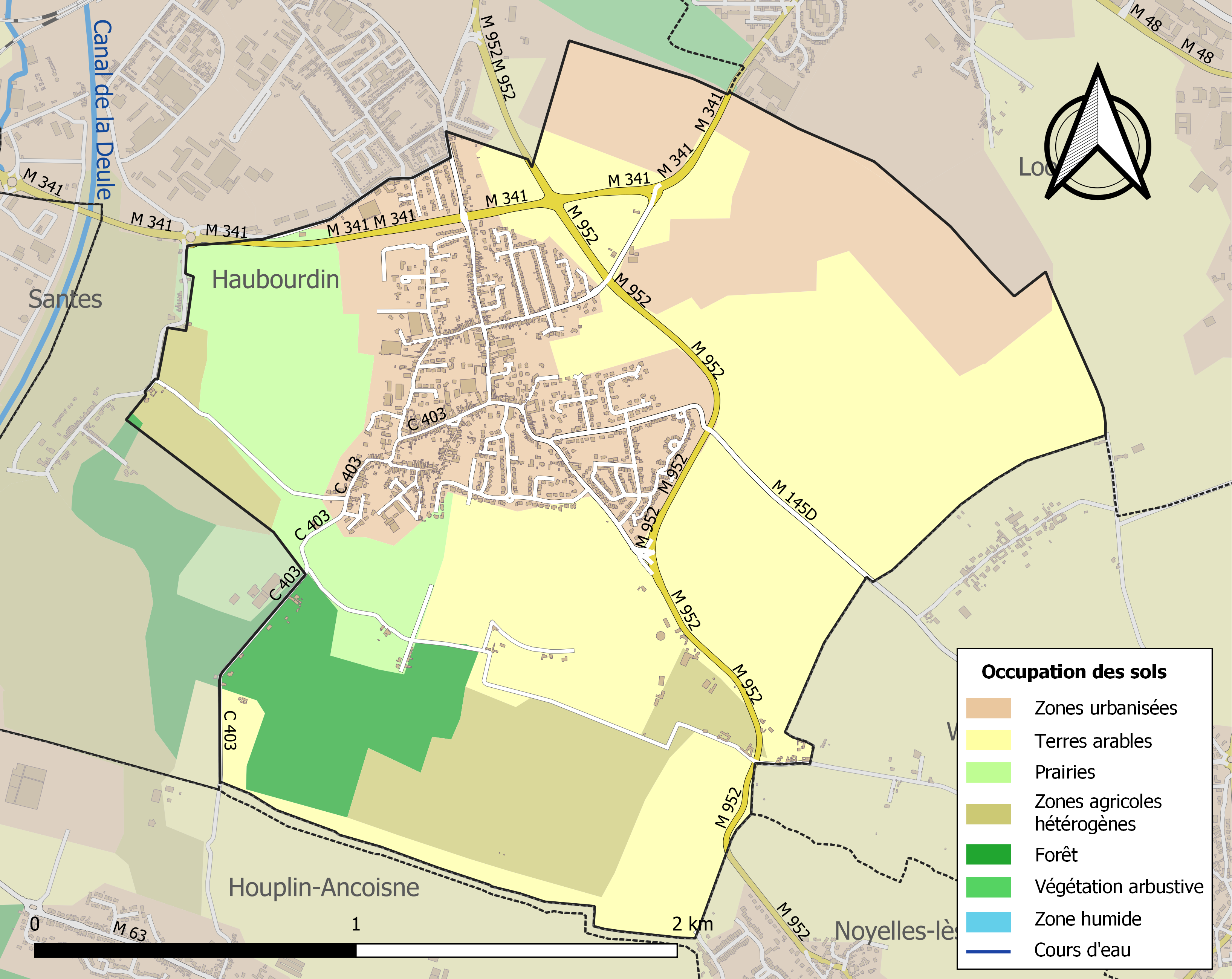
Kaart van de gemeente met belangrijkste infrastructuur, bodemgebruik en omliggende gemeenten

## Demografie
Onderstaande figuur toont het verloop van het inwonertal (bron: INSEE-tellingen).